# Zvláštní matrika
Zvláštní matrika je oddělení matričního úřadu městské části Brno-střed, které dle zákona eviduje narození, uzavření manželství, vznik registrovaného partnerství a úmrtí českých občanů, ke kterým došlo v zahraničí. Rovněž vyřizuje matriční agendu pro bývalé cizince, kteří získali občanství České republiky. Prostřednictvím zvláštní matriky vystavuje matriční úřad příslušné matriční doklady, tj. rodné, oddací nebo úmrtní listy. Tato matrika, vzniklá na základě zákona č. 68/1993 Sb., je v Česku jediná a vykonává správu pro všechny české občany.
Zápisy do matriky probíhají na žádost podanou:
- prostřednictvím zastupitelských úřadů České republiky v cizině,
- prostřednictvím matričního úřadu podle posledního bydliště v České republice,
- osobně na zvláštní matrice nebo
- z úřední povinnosti na základě mezinárodních smluv.

Do roku 2022 sídlila zvláštní matrika v Brně v budově Husova 164/3, kde měl Úřad městské části Brno-střed pronajaté prostory od Magistrátu města Brna. V září 2022 byla zvláštní matrika přestěhována na adresu Nádražní 595/4. V budově bývalé pojišťovny Riunione Adriatica di Sicurtà sídlí společně s obecnou matrikou, která byla původně umístěna na radnici městské části Brno-střed v Dominikánské ulici.